# أبقراطية هندية
أبقراطية هندية (الاسم العلمي: Hippocratea indica) هي نوع من النباتات يتبع جنس الأبقراطية من الفصيلة الحرابية.